# Calligonum mongolicum
Calligonum mongolicum Turcz. – gatunek rośliny z rodziny rdestowatych (Polygonaceae Juss.). Występuje naturalnie w Mongolii oraz Chinach (w prowincji Gansu oraz w regionach autonomicznych Mongolia Wewnętrzna i Sinciang). 

## Morfologia
PokrójZrzucający liście krzew dorastający do 0,3–1,5 m wysokości.
LiścieIch blaszka liściowa ma równowąski kształt, mierzy 2–4 mm długości, o ostrym wierzchołku.
KwiatyZebrane po 2–3 w pęczki, rozwijają się w kątach pędów. Listki okwiatu mają owalny kształt i białą lub czerwoną barwę, mierzy do 2 mm długości.
OwoceMają kształt od równowąskiego do elipsoidalnego.

## Biologia i ekologia
Rośnie na pustyniach oraz wydmach. Występuje na wysokości od 500 do 1800 m n.p.m. Kwitnie w maju, natomiast owoce dojrzewają od czerwca do sierpnia.